# Locja
Locja – dział wiedzy nautycznej (nautyki) opisujący wody żeglowne oraz wybrzeża z punktu widzenia bezpiecznej i sprawnej żeglugi. Dotyczy on zarówno wód morskich, jak i śródlądowych dróg żeglownych (czyli przeznaczonych do żeglugi), oraz ich otoczenia. Pomaga lub wręcz umożliwia przejście trudnych nawigacyjnie akwenów i szlaków, oraz opisuje miejsca docelowe żeglugi, jak porty wraz z ich otoczeniem oraz prowadzące do nich tory wodne.

## Locja morska
Wiadomości z zakresu locji morskiej wydawane są w postaci ksiąg (opisów tekstowych) uzupełniających wiadomości podane na mapach. Księgi opisują geografię akwenów (wraz z opisem dna, prądami morskimi, pływami), geografię widocznych fragmentów wybrzeża, znaki nawigacyjne, charakterystyczne elementy linii brzegowej mogące pomóc w nawigacji, warunki pogodowe (np. wiatry, możliwe zalodzenia), sposoby komunikacji na danym obszarze, godziny funkcjonowania urządzeń i instytucji związanych z komunikacją wodną, obowiązujące przepisy miejscowe, miejscowe słownictwo ważnych z punktu widzenia żeglugi terminów, miejsca zaopatrzenia w różne rzeczy i materiały (np. źródła pozyskania paliwa, czystej wody) oraz inne ważne elementy otaczającej infrastruktury.
Wśród danych geograficznych szczególny nacisk kładziony jest zarówno na miejsca niebezpieczne, jak i miejsca dogodne do przemieszczania się lub postoju.
Locja uwzględnia również zmienność panujących warunków, np. ze względu na pogodę, porę dnia lub roku, a jeżeli jest to istotne, to może opisywać nawet tak nietypowe rzeczy jak: obecność piratów, rzetelność oznakowania czy obyczaje miejscowej ludności, władz, załóg lokalnych statków i obsługi portu.
Księgi locji wydawane są przez większość państw. Najszerszy zakres, obejmujący cały świat, wydaje Admiralicja brytyjska oraz w USA National Geospatial-Intelligence Agency. W Polsce księgi locji, mapy oraz spisy świateł nawigacyjnych wydaje Biuro Hydrograficzne Marynarki Wojennej. Aby były użyteczne, księgi locji należy aktualizować korzystając z oryginalnych wydawnictw (Notices to Mariners Admiralicji Brytyjskiej, Wiadomości Żeglarskie wydawane przez BHMW, US Notice to Mariners lub inne).
Locja morska zajmuje się także opisem oraz ujednoliceniem oznakowań szlaków wodnych.

## Locja śródlądowa
Na śródlądziu locja zajmuje się następującymi zagadnieniami:
- rzeki (budowa i regulacja);
- jeziora;
- szlaki żeglowne;
- budowle wodne;
- oznakowanie dróg wodnych.

## Inne locje
Na internetowych stronach WWW dotyczących tematyki morskiej, żeglarskiej, szantowej, sportów wodnych itp. mianem locji tytułuje się podstrony zawierające zbiory linków czyli tzw. linkownie.